# Giuseppe Regaldi
Giuseppe Regaldi (født 18. november 1809 i Novara, død 14. februar 1883 i Bologna) var en italiensk digter. 
Som ung juridisk student kom han ved at høre en improvisator til bevidsthed om sit eget betydelige improvisatoriske talent og drog så i mange år rundt i Italien, hvor han henrev publikum ved sine på stående fod digtede sange. Men ved politiske hentydninger vakte han magthavernes mishag. Politiet forfulgte ham, han forjogs fra den ene by til den anden, og i Rom var han nær bleven dræbt. 1839 optrådte han i Marseille og Paris og vakte beundring hos blandt andre Hugo og Lamartine. Fra 1848 foretog han en rejse i Grækenland og Orienten. Senere fik han ansættelse som professor i historie i Bologna efter først at have været ansat i lignende egenskab i Parma og Cagliari. 
Regaldi begyndte at udarbejde og udgive digterværker siden 1853. En specialitet for ham er den "videnskabelige poesi", og L’Acqua (1878), et digt i 10 sange — Polimetro kalder han det på grund af det vekslende versemål — er hans hovedværk i denne retning; mindre, lignende arbejder er L’occhio, Il telegrafo elettrico, Il traforo delle Alpi og Roma. Regaldis digtning har et højt sving og klangskøn form; den er i sin tone religiøst idealistisk. Han har desuden skrevet prosaarbejder, som L'Egitto antico e moderno og Storia e letteratura (1879). Canti e prose udkom 1865.